# Campeonato Europeu de Hóquei em Patins Masculino de 1985
O Campeonato Europeu de 1985 foi a 37.ª edição do Campeonato Europeu de Hóquei em Patins.

## Participantes
| País               | Participação | Melhor Resultado                                                                                    |
| Espanha            | 25.ª         | Campeão (1951, 1954, 1955, 1957, 1969, 1979, 1981 e 1983)                                           |
| Portugal           | 32.ª         | Campeão (1947, 1948, 1949, 1950, 1952, 1956, 1959, 1961, 1963, 1965, 1967, 1971, 1973, 1975 e 1977) |
| Itália             | 35.ª         | Campeão (1953)                                                                                      |
| Holanda            | 23.ª         | 3.º Lugar (1963, 1967, 1969 e 1981)                                                                 |
| Alemanha Ocidental | 33.ª         | 2.º Lugar (1932 e 1934)                                                                             |
| Suíça              | 37.ª         | 2.º Lugar (1937)                                                                                    |
| França             | 36.ª         | 2.º Lugar (1926, 1927, 1928, 1930 e 1931)                                                           |
| Inglaterra         | 37.ª         | Campeão (1926, 1927, 1928, 1929, 1930, 1931, 1932, 1934, 1936, 1937, 1938 e 1939)                   |
| Bélgica            | 34.ª         | 2.º Lugar (1947)                                                                                    |
| ------------------ | ------------ | --------------------------------------------------------------------------------------------------- |

## Resultados
|                    | Espanha | Itália | Portugal | Países Baixos | Alemanha | Bélgica | Inglaterra | França | Suíça |
| ------------------ | ------- | ------ | -------- | ------------- | -------- | ------- | ---------- | ------ | ----- |
| Espanha            |         | 4-3    | 6-2      | 3-4           | 2-1      | 5-1     | 10-3       | 7-3    | 8-0   |
| Itália             |         |        | 5-5      | 5-0           | 3-2      | 7-0     | 10-0       | 8-3    | 11-2  |
| Portugal           |         |        |          | 3-1           | 6-4      | 10-4    | 7-1        | 16-6   | 14-1  |
| Holanda            |         |        |          |               | 3-3      | 3-2     | 3-0        | 5-1    | 5-1   |
| Alemanha Ocidental |         |        |          |               |          | 6-0     | 2-2        | 6-1    | 7-2   |
| Bélgica            |         |        |          |               |          |         | 2-5        | 8-6    | 6-2   |
| Inglaterra         |         |        |          |               |          |         |            | 3-3    | 3-5   |
| França             |         |        |          |               |          |         |            |        | 8-6   |
| Suíça              |         |        |          |               |          |         |            |        |       |

## Classificação final
| Lugar | Seleção            | J | V | E | D | P  | GM | GS | Dif. |
| ----- | ------------------ | - | - | - | - | -- | -- | -- | ---- |
|       | Espanha            | 8 | 7 | 0 | 1 | 14 | 45 | 17 | +28  |
|       | Itália             | 8 | 6 | 1 | 1 | 13 | 52 | 16 | +36  |
|       | Portugal           | 8 | 6 | 1 | 1 | 13 | 63 | 28 | +35  |
| 4     | Holanda            | 8 | 5 | 1 | 2 | 11 | 24 | 18 | +6   |
| 5     | Alemanha Ocidental | 8 | 3 | 2 | 3 | 8  | 31 | 19 | +12  |
| 6     | Bélgica            | 8 | 2 | 0 | 6 | 4  | 23 | 44 | -21  |
| 7     | Inglaterra         | 8 | 1 | 2 | 5 | 4  | 17 | 42 | -25  |
| 8     | França             | 8 | 1 | 1 | 6 | 3  | 31 | 59 | -28  |
| 9     | Suíça              | 8 | 1 | 0 | 7 | 2  | 19 | 62 | -43  |

| Campeões Europeus 1979 |
| ---------------------- |
| Espanha                |
| ESPANHA 9.º Título     |